# Wincenty Lutosławski
 (novembre 2021).

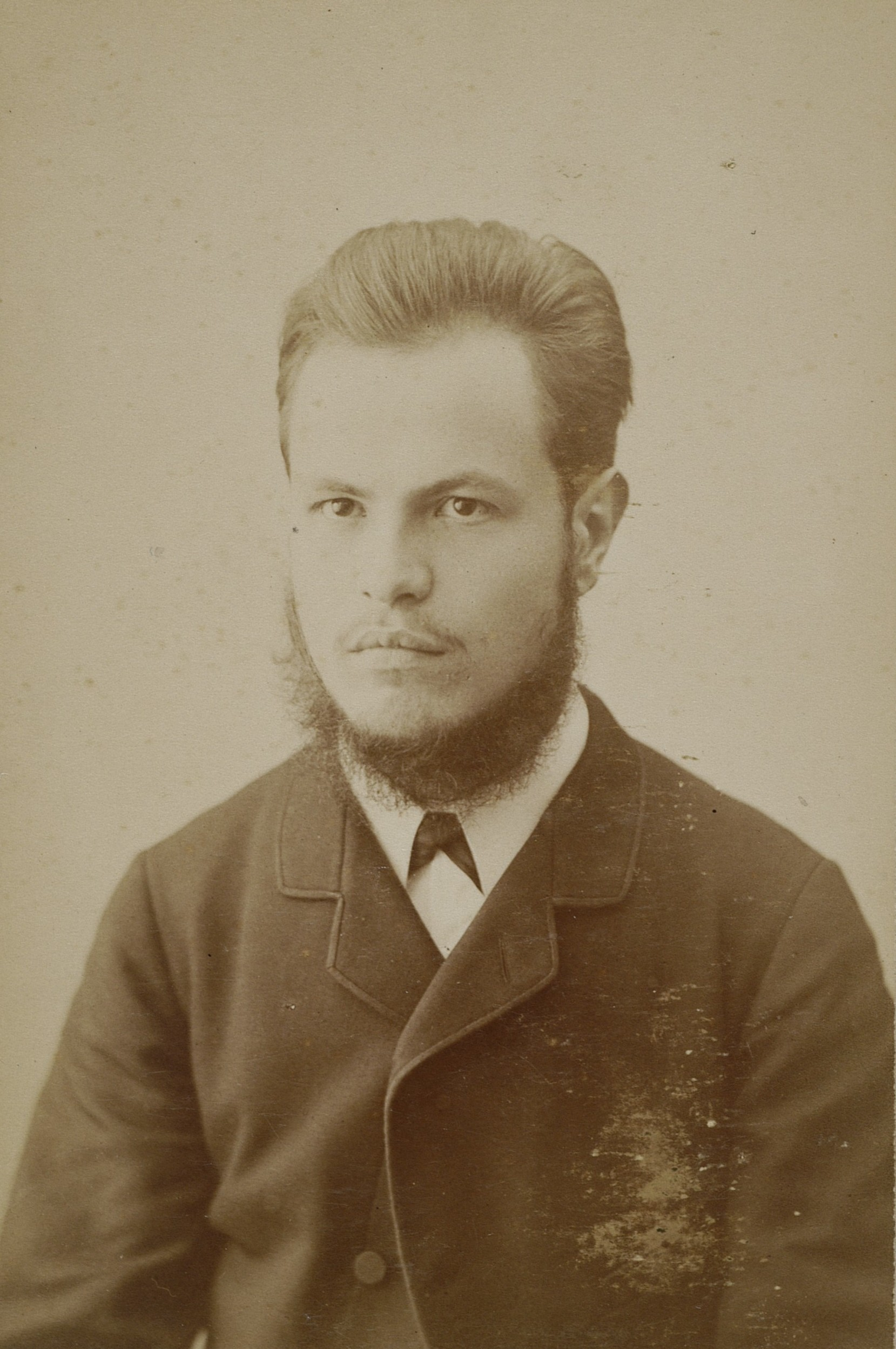
Wincenty Lutosławski en 1885.

Wincenty Lutosławski, né en 1863 et mort en 1954, est un philosophe polonais, écrivain, et membre de la Liga Narodowa (pl).

## Biographie
Wincenty Lutosławski est le fils aîné de Franciszek Dionizy Lutosławski, propriétaire terrien de Drozdów, et de Marie, née Szczygielski. C’est dans sa maison familiale qu’a lieu la première étape d’éducation de Wincenty. En 1880, à la suite d'une crise spirituelle, il devient athée et matérialiste. L’année suivante, il termine ses études secondaires au lycée de la ville de Mitawa et entre à l’École polytechnique de Riga, pour trois semestres, qu’il ne termine pas pour des raisons de santé et aussi en raison de conflits dans la corporation estudiantine « Arkonia ». En 1884, il reprend son cursus universitaire à l’Université de Dorpat, dans les domaines de la chimie et  philosophie, que lui enseigne le philosophe Gustav Teichmüller. Une année plus tard, il obtient le titre de « candidat des sciences chimiques et philosophiques ».
En avril 1885, a lieu un événement qui marquera toute sa vie et qu’il appellera « découverte du moi intérieur », lors de la lecture des dialogues du « Banquet » de Platon. Durant cette expérience mystique, le jeune philosophe découvre qu’il possède une âme immortelle et se « convertit » aux idées platoniciennes, conviction à laquelle il restera fidèle le restant de sa vie. Ce vécu influencera sa pensée sur la préexistence de l’âme et la palingénésie, concepts qui ouvriront la voie vers un long cheminement menant au christianisme. En cette même année, Lutosławski part pour Paris, où il étudie sous l’œil attentif de Gaston Paris, dans la renommée École pratique des hautes études.
En 1887, le philosophe se rend à Dorpat, où il rédige sa maîtrise en philosophie. Aucun travail d’enseignant ne lui est alors proposé. Par l’entremise du linguiste polonais Jan Baudouin de Courtenay, il accède au poste d’« privat-docent » dans la ville de Kazan en Russie, où il enseigne la psychologie, métaphysique, logique et histoire de la philosophie. Dans les années qui suivent, Lutosławski continue à voyager avec enthousiasme en Amérique du Nord et en Europe. Ses études sur la pensée platonicienne, commencées en 1887, prennent de l’ampleur. Il séjourne à Londres et visite le British Museum. Ce voyage d’étude donne naissance à un écrit d’importance, car grâce à la méthode stylométrique — manière de comparer les différences stylistiques —, Lutosławski met au point une chronologie des œuvres du plus connu des élèves de Socrate. L’ouvrage en anglais, s’intitule : The Origin and Growth of Plato’s Logic with an Account of Plato’s Style and the Chronology of his Writings,.
Tout en écrivant ses travaux sur Platon, il ne cesse de chercher un emploi d’enseignant sur les terres de l’ancienne Pologne. Ne trouvant aucun poste à l’université Jagellonne, il s’installe en 1898 dans la ville de Mera en Galice espagnole. Il y reçoit la visite d’amis venus de Pologne, tels que Tadeusz Miciński et Stanisław Przybyszewski. Cette même année, Lutosławski se voit octroyer à Helsinki, le titre de docteur en philosophie, pour son traité : Über die Grundvoraussertzungen und Consequenzen de Individualistischen Weltanschaung. À la suite de cet avancement, il repart pour Cracovie, où on ne lui propose qu’une situation de « privat-docent ».
Lors de son séjour cracovien, Wincenty Lutosławski fait preuve d’un comportement extravagant, s’habillant par exemple en costume folklorique des montagnards polonais. Lors de ses exposés de plusieurs heures, il proclame des idées sociales radicales, attaque le positivisme, la décadence philosophique, le pessimisme ambiant, le nihilisme et s’en prend même au pouvoir autrichien en place, et à la mouvance politique appelée « Stańczykowie ». Ces actions suscitent l’inquiétude des autorités universitaires, qui décident d’observer de près ses agissements. S’ensuit le constat du philosophe Karol Żuławski qui soutient que Lutosławski a de graves problèmes psychiques, ce qui en raison de ses opinions philosophiques et politiques, oblige l’Université à résilier son statut.
En 1899, sur invitation de Zygmunt Balicki, Lutosławski devient membre de la ligue nationale (pl), organisation clandestine nationale à caractère démocratique. Il en est membre jusqu’en 1910, participant à tous ses travaux. Comme commissaire de son Comité central, il fonde le cercle de cette même Ligue nationale à Poznań. Le savant entretient de cordiales relations avec les politiciens nationaux-démocrates, qui lui rendent visite dans ses appartements privés de Cracovie et dans sa résidence de Drozdów. Balicki est l’un des privilégiés.
En 1903, Lutosławski fonde l’association Eleusis, qui a comme but de propager une éducation catholique et patriotique, empreinte d’idées des grands écrivains romantiques polonais, proclamant la liberté comme moyen de libération morale acquise par l’ascèse, la discipline, les exercices de volonté, l’abstinence de tout jeux de hasard, de la sexualité, du tabac et de l’alcool. L’association édite plusieurs revues, dont Eleusis et Iskra. Ses membres sont recrutés parmi l’intelligentsia de la Galicie polonaise et les ouvriers de Haute-Silésie. C’est parmi eux que l’association propage la notion d’identité polonaise et les idées patriotiques. Lutosławski participe personnellement à l’éducation des adhérents. L’organisation a une grande influence sur le scoutisme, dont la plupart de ses fondateurs font partie.
Au début du XXe siècle, Lutosławski entreprend des voyages à l’étranger. Il donne plus d’une centaine de conférences aux États-Unis. Entre 1904 et 1906, il enseigne la littérature polonaise à l’University College de Londres. Il s’intéresse au yoga et met ses préceptes en pratique, surmontant ainsi une névrose dont il souffrait. Son intérêt pour le yoga donne naissance à la publication d’un manuel pour pratiquer cette discipline, livre intitulé «  Puissance de l’essor de la volonté », écrit en 1904, mais édité cinq ans plus tard. Le philosophe y décrit un programme de croissance morale par le biais d’exercices psychophysiques. Il se considère, de par ce fait, comme le premier yogi polonais.

## Première Guerre mondiale
Durant les années 1912-1916, Lutosławski réside en Suisse, à Château Barby, où il crée un foyer appelé Kuźnica (La forge), servant de centre éducatif et offrant refuge aux Polonais en exil. Il est aussi enseignant à l’Université de Genève. À la suite de l’éclatement de la Première guerre mondiale, Lutosławski veut intégrer les Légions polonaises en pleine formation, mais son ami Balicki l’en dissuade. Durant les années 1916-1919, Lutosławski habite à Paris, collaborant étroitement avec les organisations polonaises, en rédigeant des articles et des brochures sur l’indépendance de la Pologne, textes publiés ensuite dans la presse française, anglaise et américaine.

## Entre-deux-guerres
Une fois les hostilités de la Première guerre mondiale terminées, le philosophe s’investit dans les travaux du Bureau polonais auprès de la Conférence de Versailles, où une commission d’experts, prépare les documents nécessaires aux représentants politiques de la Pologne. Lutosławski y est grandement apprécié, surtout pour sa parfaite maîtrise de la langue anglaise. Il collabore assidûment avec l’ethnographe Eugeniusz Romer (pl). Son travail consiste principalement à rédiger des brochures en anglais, concernant le tracé des futures frontières polonaises. Lui-même est partisan de celles d’avant les démembrements de la Pologne, avec la Mazurie et la ville de Gdańsk incorporés. Lutosławski écrit aussi des articles, dans lesquels il s’oppose aux plébiscites voulant déterminer les frontières polonaises; il  ne cesse de combattre le bolchévisme. Il considère comme préjudiciables à la Pologne les traités valorisant les minorités ethniques polonaises.
À son retour de Paris, le 25 août 1919, Lutosławski reçoit une proposition de poste de maître de conférence à l’université Stefan-Batory de Wilno, où il enseigne la logique, la psychologie, l’éthique et la métaphysique. Une année plus tard, il devient professeur de cette même Université. C’est à Wilno que Lutosławski forme un disciple, Benedykt Woyczyński (d), qui vient de soutenir une thèse sur la notion de l’âme dans les écrits de Platon. Avant de passer son doctorat, il est l’assistant au séminaire philosophique de Lutosławski et prend part au Congrès des philosophes polonais à Lwów. Ses convictions ne sont point messianiques, mais il partage avec son maître une puissante foi dans le christianisme, qu’il pense capable de transformer le monde. En 1927, Woyczyński meurt d’une tuberculose.
Lutosławski consacre ses moments libres entre les cours universitaires à desconférences pour le grand public, aussi bien en Pologne - pour l’armée et en accord avec Józef Piłsudski et Kazimierz Sosnkowski - qu’à l’étranger. Il faut citer l’exemple, où après 1926, il prononce dans une quarantaine de villes polonaises des conférences sur la théorie de la gestion nationale, lors de rencontres organisées par l’ « Ordre des écoles polonaises », ceci sur proposition de Józef Stemler (pl), qui deviendra son ami. En 1927, il participe à un congrès pédagogique en Italie, y faisant connaître la pensée nationale polonaise et discutant avec une connaissance d’antant, l’éminent philosophe français, Henri Bergson. En cette même période, lors d’un voyage en Angleterre, il fait la connaissance de Gilbert K. Chesterton et d’Arnold J. Toynbee.
Après 1926, Lutosławski porte sur Józef Piłsudski un jugement négatif, en le qualifiant de personne n’ayant pas les qualités intellectuelles et morales, nécessaires pour exercer la fonction de chef de l’État. Le contenu de ses opinions se trouve dans un petit livre intitulé : Le secret du bien-être général, écrit interdit de distribution, mais finalement édité après avoir été censuré. En 1929, Lutosławski prend sa retraite, arrivant ainsi au terme de sa carrière d’enseignant à l’université de Wilno. En 1931, il s’installe à Paris et se met à rédiger ses mémoires, édités par la suite sous le titre : D’une existence aisée. En 1933, il revient à Dzięgielów, près de Cieszyń (Teschen), puis à Cracovie, où il habite jusqu’à sa mort.

## Seconde Guerre mondiale
Durand la Seconde guerre mondiale, Lutosławski ne quitte presque pas sa maison, et évite ainsi le sort de la plupart des professeurs de l’université Jagellonne - l’arrestation et la déportation au camp de concentration de Sachsenhausen. C’est une période où le philosophe doit faire face aux difficultés financières, qui l’obligent à vendre sa bibliothèque personnelle. Toutefois, son fils lui vient en aide en envoyant des colis avec de la nourriture. Selon le témoignage de Janina Lutosławska, son père était en ces temps d’épreuves, une véritable source de réconfort pour tous ceux qui le côtoyaient.

## Après-Guerre
Après la fin de la Seconde guerre mondiale, Lutosławski reste critique envers le nouveau pouvoir populaire et considère que ses changements politiques visent à transformer le pays en une république soviétique de plus. Durant les années 1946-1948, il donne gratuitement, des conférences privées à l’université Jagellonne. En 1948, Lutosławski veut reprendre ses activités universitaires, mais les autorités polonaises lui signifient une nouvelle fois leur refus. En 1948, il arrive encore à prononcer une conférence au Xe Congrès de philosophie à Amsterdam et donne quelques cours lors de rencontres à l’Académie polonaise des arts et sciences (PAU), dont il est élu membre actif. Il travaille durant cette période à parfaire son système métaphysique, mais ne publie aucun livre sur le sujet (il sera édité qu’au XXIe siècle : W. Lutosławski, Métaphysique, Drozdowo, 2004).

## Philosophie
La philosophie de Lutosławski est empreinte de messianisme national et d’euthérisme, approche d’inspiration platonicienne, et d’une métaphysique pluraliste et spiritualiste. Le savant l’unit au catholicisme, ajoutant un programme de renouveau moral et d’individualisme. D’après le philosophe, l’euthérisme a atteint sa plénitude dans le christianisme, qui enseigne le respect de toute âme humaine créée par Dieu. Dans sa Métaphysique, Wincenty Lutosławski considère que la sphère de l’esprit est un domaine supérieur, aux fondements indéniables, tandis que le domaine de la matière se résume uniquement à des phénomènes. Le savant proclame que l’homme est le bénéficiaire d’une volonté entièrement libre, lui permettant d’agir en toute liberté et se composant de deux monades: la principale - spirituelle -, la seconde - inférieure et liée au corps. Par ailleurs, il est partisan de la théorie de la préexistence de l’âme et de la palingénésie - retour cyclique des âmes sur terre sous diverses formes humaines.
Lutosławski est un fervent adepte et défenseur du romantisme polonais, dont il se dit l’héritier. Il s’inspire des idées d’Andrzej Towiański (pl), Józef Hoene-Wroński ou August Cieszkowski. Il écrit sur Juliusz Słowacki, qu’il considère comme l’auteur d’une pensée spiritualiste et évolutionniste, dont les fondements est un esprit immatériel s’incarnant dans de nouvelles espèces  - une véritable alternative aux idées de Charles Darwin (Lutosławski, Darwin et Słowacki, Varsovie 1909). Sa fascination avec le romantisme donne naissance à une brochure intitulée : Un grand initiateur : Adam Mickiewicz (1902), ainsi qu’à une étude critique (1903), concernant Juliusz Słowacki: La genèse de l’Esprit. Le messianisme de Lutosławski est ancré dans une perspective eschatologique ayant pour but d’amener l’humanité vers la perfection, à travers une transformation de nature religieuse, comprise comme spiritualité chrétienne, qui imprègnera aussi tout système politique et les relations internationales. Il propose la notion de nation, comme la plus haute forme de l’existence de l’humanité - communauté humaine, dont le but est l’accomplissement d’une mission dans le monde. (Lutosławski, L’humanité renaissante. Visions du futur, Warszawa, 1910). L’élément constitutif d’une nation est l’âme - entité consciente du moi et non d’un héritage historique ou d’une situation géographique. Les différentes nations formeraient une hiérarchie donnée, dans laquelle les Polonais auraient une vocation particulière, celle d’être une nation à l’ image du Christ. Le savant lie  l’ensemble de sa conception avec la vision d’un État démocratique.
Au vu des contradictions de sa pensée avec la doctrine de l’Église catholique, Lutosławski est maintes fois critiqué par les catholiques orthodoxes, et cela jusqu’à la fin de sa vie. Afin de résoudre ce problème, il entretient toute une correspondance avec le cardinal et thomiste belge, Désiré-Joseph Mercier, qui soutient dans ses lettres que ses opinions ne sont point hérétiques. (Lutosławski, Témoignage sincère d’un prêtre honorable, Wilno, 1926).
Durant la Deuxième République de Pologne, Lutosławski professe toujours une métaphysique spiritualiste et le messianisme. (Lutosławski Le spiritualisme comme point de vue sur le monde, Warszawa, 1925). Il élabore des considérations au sujet de la culture polonaise, où selon lui la principale composante est l’individualisme (Lutosławski, Le travail national. Programme d’un politique polonaise, Wilno, 1922). Il proclame que les Polonais ont comme nation une relation particulière avec Dieu, grâce à ses prophétiques écrivains romantiques, et, comme mission, de construire le Royaume de Dieu sur terre, en tenant compte de la sphère matérielle de l’homme et de la communauté internationale. Il est du devoir des Polonais de proclamer des idées universelles, telles que la tolérance, la liberté individuelle, la miséricorde, le christianisme, la nécessité de puissants liens sociaux. Il est de leur devoir de mener à bien l’intériorité de chaque individu, vers une prise de conscience de son appartenance à une nation, pour être existentiellement capable de se sacrifier pour elle, jusqu’à faire disparaître les États suscitant des ressentiments. (Lutosławski, Le messianisme comme idéologie nationale, dans Controverse sur le messianisme, sous la rédaction de A. Wawrzynowicz, Varsovie, 2015).
Lutosławski est critique envers l’école philosophique appelée « École de Varsovie-Lwów », c’est-à-dire au sujet de Kazimierz Twardowski et ses élèves. Lutosławski exprime ouvertement et de façon négative son opinion sur lui, le qualifiant de savant allemand (?), bien que celui-ci lui a auparavant apporté son aide et organisé ses exposés à Lwów. Certains intellectuels lui ont donc rendu la pareille. Ainsi, Władysław Tatarkiewicz dépose une demande d’interdiction, pour Lutoslawski, de représenter la philosophie polonaise à l’étranger, et Tadeusz Kotarbiński, en mai 1923, veut évincer le messianiste du Premier congrès des philosophes polonais à Lwów.

## Vie privée
En 1886, il rencontre Sofía Casanova Pérez y Eguia, sa future épouse, une éminente femme de lettres et poétesse de la Galicie espagnole. Leur mariage a eu lieu le 19 mars 1886. Ils ont quatre enfants : Marie (1888), Isabelle (1889), Jadwiga (1891) et Halina (1897). Le mariage avec l’Espagnole traverse bien des crises. La plus importante est celle de 1885, causée par la mort de leur fille Jadwiga, décédée à cause du savant, qui pensait pouvoir la guérir grâce à sa propre énergie. La dernière année où l’on peut encore considérer Lutosławski et sa femme Sofía, comme mari et femme, semble être 1903. Aucun divorce formel, semble-t-il, n’a été prononcé.
Le 29 juin 1912, Lutosławski se marie pour une seconde fois. Sa nouvelle épouse est Wanda Peszyńska, membre du mouvement Eleusis. La cérémonie a eu lieu à Verdun en France. Cette nouvelle union du philosophe s’est avérée être plus heureuse que la précédente. L’année suivante, naît Tadeusz, fils tant attendu, qui deviendra par la suite un diplomate britannique, qui portera le nom d’Alexander Jordan. En 1922, vient au monde Janina, qui sera une philologue anglaise et s’occupera de l’héritage de la pensée de son père.
Il meurt le 28 décembre 1954. Avant de mourir, il se réconcilie avec son épouse Sofía Casanova et rédige un document dans lequel il renie toutes ses opinions contraires à l’enseignement de l’Église catholique. Il est inhumé au Cimetière du Salwator à Cracovie (Tombe NB-KW-1-pas-13-2 et 3).

## Source
- (pl) Mikołaj Kwiatkowski, « Wincenty Lutosławski », dans Słownik biograficzny polskiego obozu narodowego, t. 1, 2020, 228-237 p.

## Œuvres
- The Origin and growth of Plato's logic
- The World of souls (1924)
- Praca narodowa, program polityki polskiej (1922)
- Bolshevism and Poland (1919)
- Lithuania and White Ruthenia (1919)
- La Conscience nationale et la Ligue des nations, communication faite par l'auteur à l'Académie des sciences morales et politiques, le 17 mai 1919 (1919)
- La Conscience nationale et la Ligue des nations, communication faite par l'auteur à l'Académie des sciences morales et politiques, le 17 mai 1919, Description matérielle : In-8°, 52 p. Édition : Paris : Association polonaise pour la Société des nations, 1919
- The Polish nation, a lecture delivered at the Lowell Institute in Boston on October 21, 1907, and at the University of California on March 9, 1908 (1917)
- Un grand initiateur : Adam Mickiewicz (1902)
- Principes de stylométrie appliqués à la chronologie des oeuvres de Platon (1898)
- Ueber die Grundvoraussetzungen und Consequenzen der individualistischen Weltanschauung, (1898)
- Sur une nouvelle méthode pour déterminer la chronologie des Dialogues de Platon, mémoire lu le 16 mai 1896 à l'Institut de France...
- Erhaltung und Untergang der Staatsverfassungen nach Plato, Aristoteles und Machiavelli... (1887)
- Das Gesetz der Beschleunigung der Esterbildung, Beitrag zur chemischen Dynamik, (1885)
- Wincenty Lutosławski. Wojsko polskie.Armja polska
- Polish commission of work preparatory to the conference of peace. Gdánsk (Danzig or Dantzick). [Report by W. Lutoslawski.]